# Barberini (metropolitana di Roma)
Barberini è una stazione della linea A della metropolitana di Roma.

## Storia
La stazione fu costruita come parte della prima tratta, da Anagnina a Ottaviano, della linea A della metropolitana, entrata in servizio il 16 febbraio 1980.
Il 21 marzo 2019 la stazione viene chiusa per alcune ore a causa di un incidente con le scale mobili. Due giorni dopo, il 23 marzo, la fermata viene sequestrata e chiusa a tempo indeterminato. Soltanto un mese prima, il 22 febbraio, un incidente simile era occorso alla stazione Policlinico della linea B, preceduto da un altro più grave il 23 ottobre 2018 alla stazione Repubblica, in cui rimasero ferite oltre 20 persone.
Il 4 febbraio 2020 è stata riaperta in via provvisoria solo con le scale mobili per l'uscita mentre il 15 maggio dello stesso anno la stazione è stata riaperta anche ai passeggeri in entrata.

## Struttura e impianti
Barberini è una stazione sotterranea a due binari che, in tale tratto, sono collocate in distinte gallerie servite da altrettante banchine centrali. Il piano binari, scavato a foro cieco, è collegato al mezzanino superficiale, scavato a cielo aperto, attraverso rampe di scale e scale mobili.
Per aiutare i passeggeri ad orientarsi all'interno della città, nella cartellonistica è segnata la denominazione Barberini-Fontana di Trevi.
L'atrio della stazione ospita alcuni mosaici del premio Artemetro Roma. Gli autori dei mosaici esposti sono: Graziano Marini e Heinz Mark.

## Interscambi
- Fermata autobus ATAC

## Servizi
La stazione dispone di:
- Biglietteria automatica